# Новоуспенка (Кожевниковський район)
Новоуспе́нка (рос. Новоуспенка) — присілок у складі Кожевниковського району Томської області, Росія. Входить до складу Пісочнодубровського сільського поселення.

## Населення
Населення — 185 осіб (2010; 230 у 2002).
Національний склад (станом на 2002 рік):
- росіяни — 81 %